# Michael Georgiou
Michael Georgiou (ur. 18 stycznia 1988 w Forest Hill, Anglia) – angielski i cypryjski snookerzysta. Od 2016 roku reprezentuje Cypr.

## Kariera zawodowa
W Main Tourze grał w sezonie 2008/2009 dzięki wygranej w 2007 roku w Mistrzostwach świata w snookerze do lat 21, rozegranych wówczas w Indiach.
W sezonie 2008/2009 Georgiou brał udział w kwalifikacjach do wszystkich turniejów organizowanych przez World Snooker.
W kwalifikacjach do turnieju Northern Ireland Trophy 2008 przegrał w pierwszej rundzie ulegając Kuldeshowi Johalowi 3-5. Podobna sytuacja miała miejsce w kwalifikacjach do Shanghai Masters 2008, gdzie w pierwszej rundzie przegrał z Matthew Seltem 0-5, w kwalifikacjach do Grand Prix 2008, gdzie przegrał z Jimmym White’em 1-5, oraz w kwalifikacjach do Bahrain Championship 2008, gdzie uległ Rodneyowi Gogginsowi 1-5. Również w kwalifikacjach do UK Championship 2008 odpadł już w pierwszej rundzie przegrywając z Peterem Linesem 3-9. W kwalifikacjach do Welsh Open 2009 po raz drugi w tym sezonie pokonany został w pierwszej rundzie przez Matthew Selta wynikiem 2-5. W kwalifikacjach do China Open 2009 z walki o awans wyeliminowany został ponownie przez Kuldesha Johala w pierwszej rundzie 0-5.
W kwalifikacjach do najważniejszej imprezy w całym snookerowym sezonie – Mistrzostw świata 2009 odpadł w pierwszej rundzie pokonany przez Matthew Coucha 8-10.
Kwalifikacje do jedynego nierankingowego turnieju w sezonie – Masters 2009, przegrał w pierwszej rundzie pokonany przez reprezentanta Irlandii Północnej, Gerardem Greenem 0-4.
W wyniku bardzo słabego sezonu (nie wygrał ani jednego meczu), wypadł z Main Touru.
Georgiou w następnym sezonie brał udział w turniejach dla amatorów z cyklu International Open Series, ale zajął dopiero 51 miejsce w rankingu na koniec sezonu. Ze względu na słąbe rezultaty porzucił snookera. Do zawodowej gry powrócił w roku 2013. Później opisał to tak: „Pracowałem w biurze, siedząc za biurkiem. Ale zawsze przyglądałem się snookerowi i kiedy zobaczyłem, jak ten sport się zmienił i to, jakie teraz daje możliwości, zdecydowałem się do niego wrócić”.
Georgiou rozpoczął nowy sezon w najlepszy możliwy sposób, gromiąc Adityę Mehta 5-0 w kwalifikacjach do Wuxi Classic. W fazie zasadniczej tego turnieju pokonał Marcusa Campbella 5-2. Przegrał jednak w następnej rundzie z Neilem Robertsonem 5-2. Anthony McGill wyeliminował go 6-4 w pierwszej rundzie UK Championship, ale już w następnym meczu Georgiou pokonał mistrza świata Grahama Dotta 5-1 oraz Andrew Pagetta 5-3 w kwalifikacjach do German Masters. Mimo tych zwycięstw, przegrał 5-3 z Alfiem Burdenem. Najlepsza forma Georgiou przypadła na Welsh Open, gdzie pokonał Petera Linesa 4-1, Lee Walkera 4-2 i Grahama Dotta 4-3, osiągając po raz pierwszy w życiu tak wysoką fazę turnieju. W następnym meczu przegrał 4-2 z czterokrotnym mistrzem świata Johnem Higginsem.
Georgiou w następnym sezonie zadebiutował w kwalifikacjach do Australian Goldfields Open, pokonując Rossa Muira 5-0, Adityę Mehta 5-4 i Davida Gilberta 5-4, przegrał jednak 5-2 z Johnem Higginsem w pierwszej rundzie fazy zasadniczej turnieju. Do UK Championship trenował z siedmiokrotnym mistrzem świata Stephenem Hendrym i pokonał Davida Morrisa 6-5 w pierwszej rundzie. Przegrał jednak wyraźnie 6-2 z Markiem Allenem w drugiej rundzie. Następnie Gergiou przeszedł do trzeciej rundy turnieju Welsh Open pokonując po drodze Jamiego Jonesa 4-0 i Petera Ebdona 4-2, ale potem już drugi rok z rzędu przegrał z Johnem Higginsem (tym razem 4-1). Gdyby zakwalifikował się do Mistrzostw Świata, pozostałby w Tourze, ale ponieważ przegrał z Nopponem Saengkhamem 10 do 6, musiał przechodzić przez Q School.
W 2016 roku Georgiou oświadczył, że będzie reprezentował Cypr w sezonie 2016/17. Udało mu się pokonać Craiga Steadmana 4-1 w finale Q-School 2 i utrzymać się w Main Tourze. Dotarł do trzeciej rundy Paul Hunter Classic, pokonując Frasera Patricka 4-1 i Davida Gilberta 4-2, po czym przegrał 4-1 z Gerardem Greenem. W UK Championhip Georgiou odniósł zwycięstwa 6-2 i 6-4 nad Matthew Seltem i Mikiem Dunnem, aby rozegrać w trzeciej rundzie spotkanie z Ronnie’em O’Sullivanem. Mimo że wygrał pierwszego frame'a, przegrał spotkanie 6 do 1. Po meczu stwierdził, że jego przeciwnik to „nie człowiek” i nie da się go zatrzymać. Najwyższą rundą, jaką osiągnął w tym sezonie, była 4 runda turnieju Shoot Out.
W sezonie 2017-2018 odniósł pierwsze zwycięstwo w turnieju rankingowym w karierze, wygrywając Snooker Shoot Out 2018, pokonując w finale Grahama Dotta 67 do 56. Po drodze wygrał m.in. z Lucą Brecelem.

## Miejsca w ważniejszych turniejach od początku kariery[13]
| Ranking                       |                     |                     | 90                  |                     | 74                  | 49                  | 46                  | 70                  |                     |                     |                     |                     |                     |                     |                     |                     |                     |                     |                     |                     |                     |                     |               |
| Turnieje rankingowe           |                     |                     |                     |                     |                     |                     |                     |                     |                     |                     |                     |                     |                     |                     |                     |                     |                     |                     |                     |                     |                     |                     |               |
| Riga Masters                  | NH                  | MR                  | MR                  | 1R                  | 1R                  | LQ                  | LQ                  | NH                  |                     |                     |                     |                     |                     |                     |                     |                     |                     |                     |                     |                     |                     |                     |               |
| International Championship    | NH                  | LQ                  | LQ                  | LQ                  | LQ                  | 1R                  | LQ                  | NH                  |                     |                     |                     |                     |                     |                     |                     |                     |                     |                     |                     |                     |                     |                     |               |
| China Championship            | Not Held            | Not Held            | Not Held            | NR                  | 1R                  | LQ                  | LQ                  | NH                  |                     |                     |                     |                     |                     |                     |                     |                     |                     |                     |                     |                     |                     |                     |               |
| Championship League Snooker   | Non-Ranking         | Non-Ranking         | Non-Ranking         | Non-Ranking         | Non-Ranking         | Non-Ranking         | Non-Ranking         | A                   |                     |                     |                     |                     |                     |                     |                     |                     |                     |                     |                     |                     |                     |                     |               |
| European Masters              | Not Held            | Not Held            | Not Held            | LQ                  | 2R                  | 1R                  | LQ                  | A                   |                     |                     |                     |                     |                     |                     |                     |                     |                     |                     |                     |                     |                     |                     |               |
| English Open                  | Tournament Not Held | Tournament Not Held | Tournament Not Held | 1R                  | 1R                  | 1R                  | 2R                  | A                   |                     |                     |                     |                     |                     |                     |                     |                     |                     |                     |                     |                     |                     |                     |               |
| World Open                    | LQ                  | Not Held            | Not Held            | LQ                  | 1R                  | 1R                  | 1R                  | NH                  |                     |                     |                     |                     |                     |                     |                     |                     |                     |                     |                     |                     |                     |                     |               |
| Northern Ireland Open         | Tournament Not Held | Tournament Not Held | Tournament Not Held | 2R                  | 2R                  | 1R                  | 1R                  | A                   |                     |                     |                     |                     |                     |                     |                     |                     |                     |                     |                     |                     |                     |                     |               |
| UK Championship               | LQ                  | 1R                  | 2R                  | 3R                  | 2R                  | 1R                  | 2R                  | A                   |                     |                     |                     |                     |                     |                     |                     |                     |                     |                     |                     |                     |                     |                     |               |
| Scottish Open                 | Tournament Not Held | Tournament Not Held | Tournament Not Held | 2R                  | 1R                  | 2R                  | 1R                  | A                   |                     |                     |                     |                     |                     |                     |                     |                     |                     |                     |                     |                     |                     |                     |               |
| World Grand Prix              | NH                  | NR                  | DNQ                 | DNQ                 | 2R                  | DNQ                 | DNQ                 | A                   |                     |                     |                     |                     |                     |                     |                     |                     |                     |                     |                     |                     |                     |                     |               |
| German Masters                | NH                  | 1R                  | LQ                  | LQ                  | 1R                  | 1R                  | QF                  | A                   |                     |                     |                     |                     |                     |                     |                     |                     |                     |                     |                     |                     |                     |                     |               |
| Shoot Out                     | NH                  | NR                  | NR                  | 4R                  | W                   | 2R                  | 1R                  | A                   |                     |                     |                     |                     |                     |                     |                     |                     |                     |                     |                     |                     |                     |                     |               |
| Welsh Open                    | LQ                  | 4R                  | 3R                  | 1R                  | 2R                  | 4R                  | 1R                  | A                   |                     |                     |                     |                     |                     |                     |                     |                     |                     |                     |                     |                     |                     |                     |               |
| Players Championship          | NH                  | DNQ                 | DNQ                 | DNQ                 | DNQ                 | DNQ                 | DNQ                 |                     |                     |                     |                     |                     |                     |                     |                     |                     |                     |                     |                     |                     |                     |                     |               |
| Gibraltar Open                | Not Held            | Not Held            | MR                  | 1R                  | 3R                  | 2R                  | 1R                  |                     |                     |                     |                     |                     |                     |                     |                     |                     |                     |                     |                     |                     |                     |                     |               |
| Tour Championship             | Tournament Not Held | Tournament Not Held | Tournament Not Held | Tournament Not Held | Tournament Not Held | DNQ                 | DNQ                 |                     |                     |                     |                     |                     |                     |                     |                     |                     |                     |                     |                     |                     |                     |                     |               |
| Indian Open                   | NH                  | LQ                  | NH                  | 2R                  | LQ                  | 1R                  | Not Held            | Not Held            |                     |                     |                     |                     |                     |                     |                     |                     |                     |                     |                     |                     |                     |                     |               |
| China Open                    | LQ                  | LQ                  | LQ                  | LQ                  | LQ                  | LQ                  | Not Held            | Not Held            |                     |                     |                     |                     |                     |                     |                     |                     |                     |                     |                     |                     |                     |                     |               |
| World Championship            | LQ                  | LQ                  | LQ                  | LQ                  | LQ                  | 1R                  | LQ                  |                     |                     |                     |                     |                     |                     |                     |                     |                     |                     |                     |                     |                     |                     |                     |               |
| Turnieje nie-rankingowe       |                     |                     |                     |                     |                     |                     |                     |                     |                     |                     |                     |                     |                     |                     |                     |                     |                     |                     |                     |                     |                     |                     |               |
| The Masters                   | LQ                  | A                   | A                   | A                   | A                   | A                   | A                   | A                   |                     |                     |                     |                     |                     |                     |                     |                     |                     |                     |                     |                     |                     |                     |               |
| Dawne turnieje rankingowe     |                     |                     |                     |                     |                     |                     |                     |                     |                     |                     |                     |                     |                     |                     |                     |                     |                     |                     |                     |                     |                     |                     |               |
| Northern Ireland Trophy       | LQ                  | Tournament Not Held | Tournament Not Held | Tournament Not Held | Tournament Not Held | Tournament Not Held | Tournament Not Held | Tournament Not Held | Tournament Not Held | Tournament Not Held | Tournament Not Held | Tournament Not Held | Tournament Not Held | Tournament Not Held | Tournament Not Held | Tournament Not Held | Tournament Not Held | Tournament Not Held | Tournament Not Held | Tournament Not Held | Tournament Not Held |                     |               |
| Bahrain Championship          | LQ                  | Tournament Not Held | Tournament Not Held | Tournament Not Held | Tournament Not Held | Tournament Not Held | Tournament Not Held | Tournament Not Held | Tournament Not Held | Tournament Not Held | Tournament Not Held | Tournament Not Held | Tournament Not Held | Tournament Not Held | Tournament Not Held | Tournament Not Held | Tournament Not Held | Tournament Not Held | Tournament Not Held | Tournament Not Held | Tournament Not Held |                     |               |
| Wuxi Classic                  | NR                  | 2R                  | Tournament Not Held | Tournament Not Held | Tournament Not Held | Tournament Not Held | Tournament Not Held | Tournament Not Held | Tournament Not Held | Tournament Not Held | Tournament Not Held | Tournament Not Held | Tournament Not Held | Tournament Not Held | Tournament Not Held | Tournament Not Held | Tournament Not Held | Tournament Not Held | Tournament Not Held | Tournament Not Held | Tournament Not Held | Tournament Not Held |               |
| Australian Goldfields Open    | NH                  | LQ                  | 1R                  | Not Held            | Not Held            | Not Held            | Not Held            | Not Held            | Not Held            | Not Held            | Not Held            | Not Held            | Not Held            | Not Held            | Not Held            | Not Held            | Not Held            | Not Held            | Not Held            | Not Held            | Not Held            | Not Held            | Not Held      |
| Shanghai Masters              | LQ                  | LQ                  | LQ                  | LQ                  | 1R                  | Non-Ranking         | Non-Ranking         | Non-Ranking         |                     |                     |                     |                     |                     |                     |                     |                     |                     |                     |                     |                     |                     |                     |               |
| Paul Hunter Classic           | PA                  | MR                  | MR                  | 3R                  | 3R                  | 2R                  | Non-Ranking         | Non-Ranking         |                     |                     |                     |                     |                     |                     |                     |                     |                     |                     |                     |                     |                     |                     |               |
| Dawne turnieje nie-rankingowe |                     |                     |                     |                     |                     |                     |                     |                     |                     |                     |                     |                     |                     |                     |                     |                     |                     |                     |                     |                     |                     |                     |               |
| Shoot Out                     | NH                  | A                   | 1R                  | Ranking Event       | Ranking Event       | Ranking Event       | Ranking Event       | Ranking Event       | Ranking Event       | Ranking Event       | Ranking Event       | Ranking Event       | Ranking Event       | Ranking Event       | Ranking Event       | Ranking Event       | Ranking Event       | Ranking Event       | Ranking Event       | Ranking Event       | Ranking Event       | Ranking Event       | Ranking Event |
| Championship League Snooker   | A                   | A                   | A                   | A                   | A                   | A                   | RR                  | R                   |                     |                     |                     |                     |                     |                     |                     |                     |                     |                     |                     |                     |                     |                     |               |

| Legenda | Legenda                 | Legenda | Legenda                                                                         | Legenda | Legenda                 |
| ------- | ----------------------- | ------- | ------------------------------------------------------------------------------- | ------- | ----------------------- |
| LQ      | odpadł w kwalifikacjach | #R      | odpadł we wczesnych fazach turnieju (WR = runda dzikich kart, RR = Round robin) | QF      | odpadł w ćwierćfinałach |
| SF      | odpadł w półfinałach    | F       | przegrał w finale                                                               | W       | wygrał turniej          |
| DNQ     | nie zakwalifikował się  | A       | nie brał udziału                                                                | WD      | wycofał się z turnieju  |

| NH / Not Held            | NH / Not Held            | NH / Not Held            | NH / Not Held            | Nie rozegrano               |
| NR / Non-Ranking Event   | NR / Non-Ranking Event   | NR / Non-Ranking Event   | NR / Non-Ranking Event   | Turniej nie-rankingowy      |
| R / Ranking Event        | R / Ranking Event        | R / Ranking Event        | R / Ranking Event        | Turniej rankingowy          |
| MR / Minor-Ranking Event | MR / Minor-Ranking Event | MR / Minor-Ranking Event | MR / Minor-Ranking Event | Mniejszy turniej rankingowy |

## Statystyka zwycięstw
- Amatorskie Mistrzostwa świata w snookerze do lat 21 – 2007
- 2018 Coral Snooker Shoot Out